# Saint-André-d'Argenteuil
Saint-André-d'Argenteuil är en kommun i provinsen Québec i Kanada. Den ligger i regionen Laurentides, i den sydöstra delen av landet, 110 km öster om huvudstaden Ottawa. Kommunen bildades 1999 genom sammanslagning av socknen med samma namn med bykommunerna Carillon och Saint-André-Est, inledningsvis under namnet Saint-André–Carillon.